# José Subirà-Puig
Pour les articles homonymes, voir José Subirá.
José Subirà-Puig, né le 28 août 1925 à Barcelone et mort le 7 décembre 2015 à Créteil, inhumé à Marcilly le Hayer (Aube), est un sculpteur d'origine espagnole.

## Biographie
José Subirà-Puig est né en Espagne sous le nom espagnol José Subirá Puig (en catalan, « Josep Subirà i Puig »). Après des études à l'école des Beaux-arts de la Llotja de Barcelone dans l'atelier de es:Enric Monjo, il effectue des stages dans l'atelier du sculpteur Fenosa.
De 1942 à 1945, il apprend la taille directe sur la pierre et le bois.
En 1951, il fait une première exposition personnelle à Barcelone puis régulièrement à Paris, essentiellement à la galerie Ariel. Il participe aux IVe (1951), Ve (1952), VIIIe (1955), salon d'octobre au Musée d'art contemporain de Barcelone.
En 1953 et 1955, il participe à la IIe, et IIIe, Biennale Hispano-Américaine de Madrid. Il découvre Paris et décide de s'y installer (1953). Il s'y lie d'amitié avec des artistes, comme René Char et Ossip Zadkine et expose régulièrement à Paris, essentiellement à la galerie Ariel, boulevard Haussmann.
En 1962, il utilise pour la 1re fois des douves de tonneaux pour concevoir ses œuvres. Cette pratique va l'amener à pratiquer presque exclusivement le bois, notamment le bois tourné, puis des pièces plus importantes qu'il ajuste et visse ensemble.
À partir de 1967 c'est Yvonne et Christian Zervos qui le remarquent et l'encouragent. Ils organisent, à la galerie Cahiers d'Arts à Paris sa première grande exposition personnelle.
Parlant du travail du sculpteur, René Char écrivait : « Voilà un fils des arbres ré-assembleur de douves, revenu sur nous du naufrage de l'Arche et de l'éclair d'Hiroshima ».
Il entre au comité directeur du salon de la Jeune sculpture en 1971. En 1973 l’État lui commande des réalisations monumentales. Chargé de cours à la Sorbonne (1974), une exposition lui est consacrée dans la Galerie Ariel du jeudi 4 décembre 1975 au 24 décembre 1975, à Paris. Pour l'occasion, Gérard Xuriguera dédicace un livre consacré à l'artiste.
Il reçoit en 1984 la distinction de Chevalier dans l'Ordre des Arts et Lettres et, en 1985 devient Lauréat de la Fondation Elf Aquitaine. Il obtient aussi en 1986 le premier prix international prix de sculpture de l'Association pour le Développement des Arts à Collioure.
En 1987, il publie l'ouvrage Éloge du Bois. Le musée de Castres possède deux œuvres de l'artiste dont Morandi Enfermé qui recompose en trois dimensions des natures mortes de Giorgio Morandi, Georges Braque, Pablo Picasso, leur donnant ainsi un nouvel espace pensé par lui.
Depuis 2006, il était membre du Comité d’Honneur du Prix Christian et Yvonne Zervos.

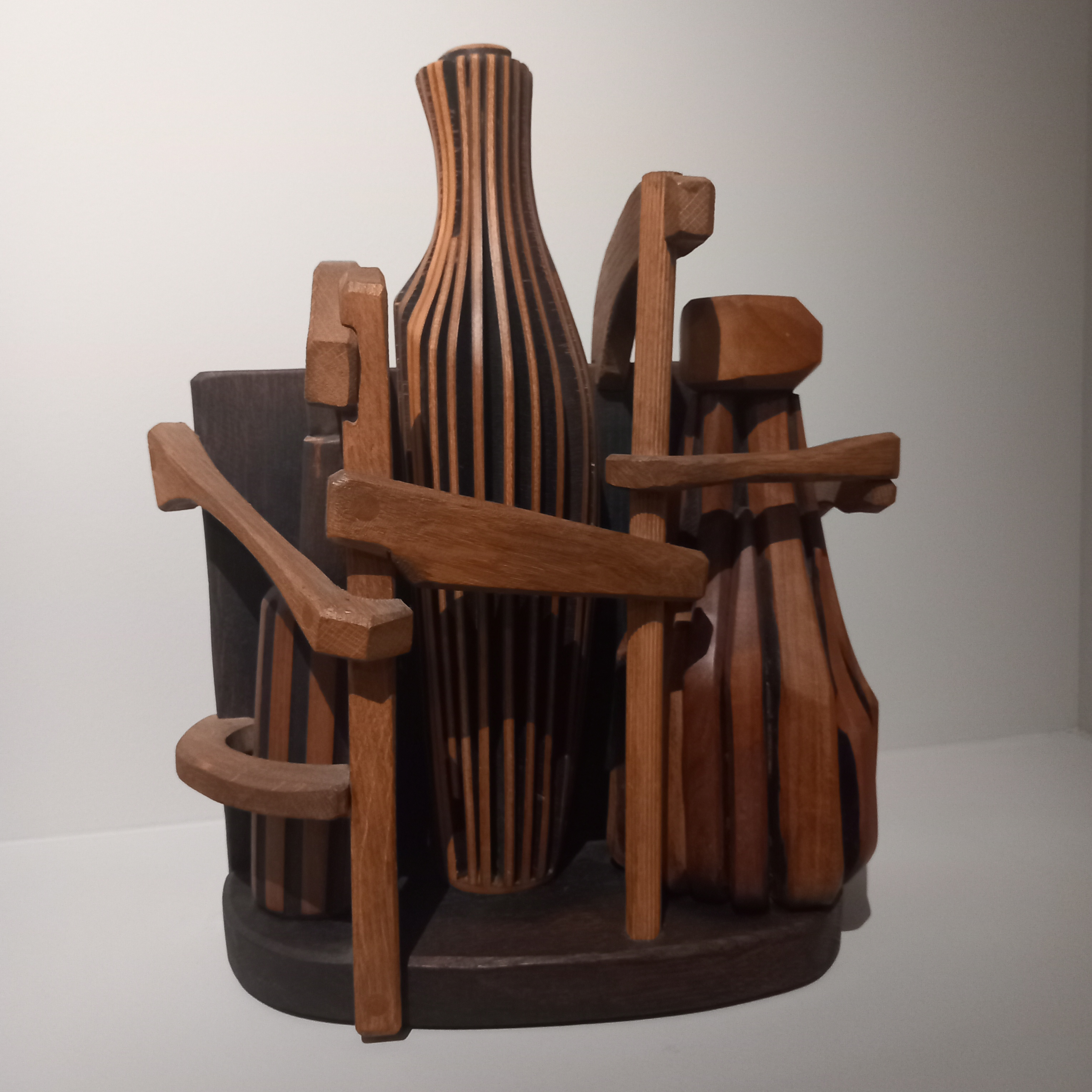
Morandi enfermé (1992)

## Œuvres
1955
- Hommage à Antonio Machado, Maison de la Pensée française, Paris.

1957
- Xe salon d'Octobre au Musée d'Art moderne de Barcelone.

1958
- Xe salon de la Jeune Sculpture à Paris.

1959
- XIe salon de la Jeune Sculpture au musée Rodin à Paris.
- Ire Biennale de Paris.

1960
- XIe salon de la Jeune Sculpture au musée Rodin à Paris.

1961
- Exposition personnelle à la galerie Syra à Barcelone.
- Ve Salon de Mai à Barcelone.
- IIe Exposition internationale de sculptures au musée Rodin à Paris.

1962
- Sélection de la critique, exposition anthologique à Madrid.

1963
- Exposition à la galerie Mouffe à Paris.

1964
- Participation à une exposition de groupe à la galerie Karl Flinker à Paris.

1965
- XXIe Salon de Mai à Paris.
- Exposition de groupe à la galerie Ariel à Paris.

1966
- XXIIe Salon de Mai à Paris.
- Participation à l'exposition Peintres et sculpteurs espagnols en France au château de Saint-Ouen.
- XVIIIe salon de la Jeune Sculpture place des Vosges à Paris.
- Exposition L'Objet à Paris.
- Exposition de groupe à la galerie Ariel à Paris.
- Monte Carlo de demain, L'Objet à Monte-Carlo.
- Exposition de groupe à la galerie Karl Flinker à Paris.
- XXIIIe salon de Mai à Paris.
- XIXe salon de la Jeune Sculpture, jardin du Palais-Royal, Paris.
- Blanc et Noir, exposition à la galerie Ariel à Paris.
- Participation aux Jardins de la Sculpture à Vaux-de-Cernay (Yvelines).
- L'Objet Édité, galerie 24 rue de Grenelle à Paris.

1968
- XXIIIe Salon des réalités nouvelles à Paris.
- XXe salon de la Jeune Sculpture, jardin du Palais-Royal à Paris.
- Exposition de groupe à la galerie Ariel à Paris.
- Formes Inventées, galerie des Arts à Paris.

1969
- XXIVe Salon des réalités nouvelles à Paris.
- Sculpteurs de notre temps à Pantin.
- XXIe salon de la Jeune Sculpture, Les Halles à Paris.
- Exposition de groupe, galerie Ariel à Paris.
- Tendance de la Jeune Sculpture contemporaine au musée du Havre
- Exposition pendant le Festival d’Avignon au Palais des Papes d'Avignon.
- Symposium en Languedoc-Roussillon au Barcarès.

1970
- Exposition personnelle à la galerie Ariel à Paris.
- Printemps, exposition de groupe à la galerie Birck à Copenhague.
- XXIIe salon de la jeune Sculpture à l'Orangerie du Luxembourg à Paris.
- 12 matières, 12 Sculpteurs, à Parly 2.
- Sculptures à Ciel Ouvert à Mâcon.
- IIe Biennale de Gennevilliers.
- Hommage à Yvonne et Christian Zervos au Grand Palais à Paris.

1971
- 15 Sculpteurs, galerie de la Roue à Paris.
- Arts Contacts, à Paris.
- Expose à la galerie Septentrion à Marcq-en-Barœul.

## Réalisations
José Subirà-Puig a réalisé un grand nombre de sculptures monumentales en France. Un certain nombre ont été commandées par l'État pour être installées dans des bâtiments publics : établissements scolaires et universitaires, tribunaux (Faculté de médecine de Bordeaux, cour d'appel de Reims).
D'autres sont commandées par des entreprises privées, usines, espaces d'exposition. Une Grande Girouette réalisée en 1988 à Guyancourt. C'est aussi une sculpture monumentale, revêtue en bois sur une armature en acier, symbole d'un gros papillon dont les ailes tournent au gré du vent.

### Les sculptures monumentales
- 1969 : Girouette, 490 × 275 × 140 cm usine d’aluminium, Épernon.
- 1972 : Papillon, 340 × 570 × 220 cm. Symposium - Musée à l’air libre, Corbeil-Essonnes.
- 1973 : La fête à la forêt, 1 265 × 361 × 50 cm, Golbey.
  - Le soleil des bois, 300 × 390 × 90 cm, collège Lyautey, Contrexéville
  - Girouette, usine d'aluminium, Épernon,
- 1974 : Reliefs tactiles, 300 × 400 × 70 cm, École régionale pour Déficients visuels, Loos-lez-Lille.
- 1975 : Rond-point de la Hiroire, Mont-de-Marsan.
  - Composition verticale, 485 × 670 × 200 cm, Dax.
  - Papillon d’accueil, 540 × 1 325 × 180 cm, Baume-les-Dames.
- 1976 : Rythme pour un jardin, 480 × 290 × 90 cm, Achères.
  - La Girouette Champenois, 610 × 265 × 160 cm, Reims.
  - Diapason au vent, 345 × 527 × 140 cm, groupe scolaire Mozart, Vélizy-Villacoublay.
- 1978 : Arceau d’accueil, 460 × 222 × 350 cm, Laboratoire Merck-Sharp, Clermont-Ferrand.
  - Fleur Soleil, 480 × 485 × 97 cm, Périgueux.
  - Tempo, 538 × 300 × 260 cm, Faculté de médecine, Bordeaux.
- 1979 : Lepidoptére, 200 × 263 × 175 cm, Vitry-sur-Seine.
- 1980 : Grande Girouette au vent, 780 × 380 × 210 cm, Créteil.
  - Grand Transhumant, 200 × 100 cm, Cour d’appel, Salle des audiences pénales, Reims.
- 1981 : Girouette Perspective, 367 × 345 × 134 cm, Nice.
- 1982 : Flore, 360 × 830 × 100 cm, Reims.
- 1983 : Grande Girouette, 750 × 400 × 135 cm, Saint-Quentin-en-Yvelines.
- 1985 : Xylagiravolt, 540 × 200 × 90 cm, Principauté d’Andorre.
- 1986 : Bois pour une étoile, 250 × 225 × 70 cm, SACEM, Paris.
- 1987 : Papillon, 75 × 320 × 23 cm, Poliet, Paris.
- 1988 : Girouette Mantes, 850 × 400 × 170 cm, Mantes-la-Ville.
  - Personnage mystique, Parc Olympique de sculptures, Séoul Corée du Sud.
- 1989 : Marionnette et Flamme, 310 × 180 × 100 cm, École élémentaire, Paris 18e.
- 1993 : Flamboyant, 170 × 300 × 160 cm, collège Louise de Savoie à Pont-d'Ain.
- 1994 : Navillum, 300 × 180 × 600 cm, collège Jean-Charcot, Fresnes (Val-de-Marne).

## Vidéos
- José Subira-Puig, extrait de Encyclopédie audiovisuelle de l'art contemporain.